# Programme Cosmic Vision
Horizon 2000+ Voyage 2050

Le programme Cosmic Vision (en français : « Vision cosmique ») est le programme spatial scientifique de l'Agence spatiale européenne pour la décennie 2015-2035. Il comporte plusieurs missions réparties dans trois classes (mission lourde, moyenne, de petite taille). Le programme, qui comporte cinq missions de classe moyenne (coût intermédiaire) et trois missions de classe lourde, ont été sélectionnées ou sont sur le point de l'être avec un lancement programmé entre 2017 et 2037 ainsi qu'un certain nombre de missions à faible cout. Les missions sont sélectionnées par un comité scientifique et sont financées par les contributions fixes des états membres de l'agence dont le montant est proportionnel au PIB. 
Les missions moyennes et lourdes sélectionnées sont l'observatoire solaire Solar Orbiter, Euclid (lancé en 2023), un télescope spatial qui doit collecter des données sur l'énergie sombre, la sonde spatiale JUICE (2023) chargée d'observer les satellites de Jupiter et le télescope spatial PLATO (lancement prévu en 2026) détecteur d'exoplanètes, l'observatoire spatial à rayons X ATHENA (2031) le télescope spatial ARIEL (2028) analysant l'atmosphère des exoplanètes, l'orbiteur EnVision (2030) qui doit étudier Vénus et l'observatoire d'ondes gravitationnelles LISA (2032). Le programme Cosmic Vision ne comprend pas les projets de l'Agence spatiale européenne d'exploration de la planète Mars et de la Lune.

## Historique
L'Agence spatiale européenne initialise son programme Cosmic Vision en avril 2004. Celui-ci prend la suite des programmes Horizon 2000 (1984) et Horizon 2000+ (1994-1995) qui avaient constitué le cadre des missions scientifiques de l'agence européenne lancées entre 1990 et 2014. Une importante réunion de travail organisée par le Comité de Conseil scientifique (SSAC) de l'agence rassemble en septembre 2004 près de 400 membres de la communauté scientifique européenne à Paris pour examiner 151 propositions d'objectifs scientifiques portant sur les quatre domaines suivants : Astronomie, Astrophysique, Exploration du Système solaire et Physique. Le programme Cosmic Vision, selon ses initiateurs, doit répondre à quatre grandes interrogations :
- Quelles sont les conditions de formation d'une planète et d'émergence de la vie ?
- Comment le Système solaire fonctionne-t-il ?
- Quelles sont les lois fondamentales de la physique de l'univers ?
- Comment est apparu l'univers actuel et de quoi est-il fait ?

Les séances de travail permettent de dégager 22 thématiques.
Les missions sélectionnées sont rattachées à quatre classes qui se distinguent par le budget alloué : 
- Les missions lourdes (classe L) dont le coût est plafonné à 900 millions d'euros.
- Les missions moyennes (classe M) dont le coût est plafonné à 470 millions d'euros.
- Les petites missions (classe S) dont le coût est plafonné à 50 millions d'euros. Cette catégorie a été ajoutée au début des années 2010.
- Les missions rapides (classe F) qui doivent avoir un développement rapide (moins de 10 ans de la sélection au lancement) et une masse inférieure à 1 000 kg[3],[4].

| Code mission | Type            | Mission sélectionnée ou candidats                  | Date de lancement                                  | Statut                                             | Type engin                                         | Objectif                                                                    |
| ------------ | --------------- | -------------------------------------------------- | -------------------------------------------------- | -------------------------------------------------- | -------------------------------------------------- | --------------------------------------------------------------------------- |
| L1           | Mission lourde  | JUICE (ex JGO)                                     | 14 avril 2023                                      | En cours                                           | Sonde spatiale de type orbiteur                    | Étude des satellites galiléens de Jupiter                                   |
| L2           | Mission lourde  | ATHENA                                             | 2037 (initialement 2028)                           | En développement (sélectionnée en mars 2018)       | Télescope rayons X                                 | Thème : l'univers chaud et énergétique                                      |
| L3           | Mission lourde  | LISA                                               | 2032 (initialement 2034)                           | En développement (sélectionnée en juin 2017)       | Constellation de 3 satellites                      | Mesures des ondes gravitationnelles                                         |
| M1           | Mission moyenne | Solar Orbiter                                      | 10 février 2020                                    | En cours                                           | Sonde spatiale de type orbiteur                    | Observatoire solaire                                                        |
| M2           | Mission moyenne | Euclid                                             | 1er juillet 2023                                   | En cours                                           | Télescope lumière visible/infrarouge               | Étude de l'énergie sombre                                                   |
| M3           | Mission moyenne | PLATO                                              | 2026                                               | En développement                                   | Télescope                                          | Détection d'exoplanètes                                                     |
| M4           | Mission moyenne | ARIEL                                              | 2029                                               | En développement                                   | Télescope Infrarouge                               | Atmosphère des exoplanètes                                                  |
| M5           | Mission moyenne | EnVision                                           | 2031-2033                                          | En développement                                   | Sonde spatiale de type orbiteur                    | Étude de Vénus                                                              |
| M6           | Mission moyenne | Sélection abandonnée pour des raisons budgétaires. | Sélection abandonnée pour des raisons budgétaires. | Sélection abandonnée pour des raisons budgétaires. | Sélection abandonnée pour des raisons budgétaires. | Sélection abandonnée pour des raisons budgétaires.                          |
| M7           | Mission moyenne | THESEUS ou M-Matisse ou Plasma Observatory         | vers 2035                                          | En cours de sélection finale                       |                                                    |                                                                             |
| S1           | Petite mission  | CHEOPS                                             | 18 décembre 2019                                   | En cours                                           | Télescope lumière visible/infrarouge               | Mesure des caractéristiques des exoplanètes. En coopération avec la Suisse. |
| S2           | Petite mission  | SMILE                                              | 2025                                               | En développement (sélectionnée en juin 2015)       | Orbiteur terrestre                                 | Étude de la magnétosphère. En coopération avec la Chine.                    |
| F1           | Mission rapide  | Comet Interceptor                                  | 2029                                               | En développement                                   | Sonde spatiale                                     | Étude d'une comète dans son état d'origine                                  |
| F2           | Mission rapide  | ARRAKIHS                                           | Début des années 2030                              | En développement                                   | Télescope                                          | Observation de galaxies pour tester le modèle ΛCDM                          |

## Les missions lourdes

### La sélection de la mission L1: JUICE
En 2007, le processus de pré-sélection de la première mission lourde L1, dont le lancement est planifié vers 2020, est engagé. Trois missions sont pré-sélectionnées en février 2009 (JGO, LISA et IXO) tandis que la mission TandEM (Titan and Enceladus Mission) est éliminée. Ces missions lourdes devaient, à l'époque, être développées conjointement avec la NASA qui doit participer notamment à hauteur de 50 % à deux d'entre elles (IXO, LISA). Début 2011 des réductions importantes du budget de l'agence spatiale américaine entrainent l'annulation de sa participation à ces missions. Compte tenu du changement de budget disponible l'Agence spatiale européenne demande aux équipes projets d'étudier d'ici 2012 si elles peuvent poursuivre le développement de ces missions avec une participation limitée de partenaires extérieure. Pour JUICE, la participation américaine se traduisait par le développement d'une seconde sonde spatiale, Jupiter Europa Orbiter, chargée d'explorer la lune Europe ; il est demandé à l'équipe de JUICE d'ajouter aux objectifs de la sonde européenne le survol d'Europe.
Les trois missions refondues sont alors :
- JUICE (ex JGO) : une mission d'étude des lunes de Jupiter.
- LISA (ex NGO) : un observatoire d'ondes gravitationnelles utilisant la technique de l'interférométrie.
- ATHENA (ex IXO et ex XEUS) : un télescope spatial rayons X développé avec l'agence spatiale japonaise JAXA.

La mission JUICE est retenue en mai 2012 pour être la première mission lourde (L1) de la décennie 2015-2025. Elle est lancée le 14 avril 2023.

### La sélection des missions L2 et L3: ATHENA et LISA
L'Agence spatiale européenne a émis en mars 2013 un appel à propositions pour les futures missions lourdes L2 et L3 qui seront lancées respectivement en 2028 et 2034. Le processus de sélection comprend deux étapes. Une trentaine de propositions de thèmes scientifiques ont été envoyées en mai 2013 à l'ESA dont deux ont été sélectionnés en novembre de la même année par un comité rassemblant des personnalités du monde scientifique (Senior Survey Committee) présidé par Catherine Cesarsky. Les thèmes de ces deux missions choisis fin novembre 2013 par le comité scientifique désigné par le directeur des missions scientifiques sont : l'univers chaud et énergétique pour  la mission L2 et l'univers gravitationnel pour la mission L3,,,. C'est le projet ATHENA (Advanced Telescope for High ENergy Astrophysics) qui a été choisi en juin 2014 pour la mission L2. La mission LISA dont l'objectif est d'identifier les ondes gravitationnelles et de localiser leurs sources est sélectionnée pour devenir la troisième mission lourde. La sélection suit de peu la fin de la mission LISA Pathfinder chargée de mettre au point les technologies nécessaires et les premières détections d'ondes gravitationnelles par des détecteurs terrestres (projet LIGO). Le lancement de la mission comprendra une constellation de trois satellites mesurant par interférométrie laser les variations de distances inter-satellite, directement reliés au passage d'une onde gravitationnelle. Son lancement est planifié en 2034.

## Les missions moyennes

### Sélection des missions M1 et M2: Solar Orbiter et Euclid
En mars 2007, un premier appel à propositions est lancé pour les deux premières missions de classe moyenne M1 et M2, qui doivent être lancées en 2017-2019. Il aboutit à la formulation de 60 propositions de mission dont 19 en astrophysique, 12 dans le domaine de la physique fondamentale et 19 missions d'exploration du système solaire,. Six projets puis trois projets sont pré-sélectionnés en janvier 2010  pour les deux missions de classe moyenne qui doivent être lancées en 2017/2019 (M1 et M2). 
Les 3 missions finalistes étaient :
- Euclid : mission qui doit établir une carte de la distribution de la matière noire.
- PLATO : mission de recherche d'exoplanètes. Elle est éliminée en octobre 2011.
- Solar Orbiter : mission d'observation rapprochée du Soleil.

En octobre 2011, les missions M1 et M2 sont choisies : Solar Orbiter est lancée le 10 février 2020 tandis qu'Euclid doit l'être en 2023.

### Sélection de la mission M3: PLATO
En février 2011 l'Agence Spatiale européenne pré-sélectionne parmi 47 candidats, 4 projets pour la future mission M3 auquel s'ajoute PLATO finaliste non retenu des missions M1 ou M2. La mission M3 doit être lancée entre 2020 et 2022. Les quatre candidats sélectionnés sont :
- Exoplanet Characterisation Observatory (EChO). Placé au point de Lagrange L2, ce télescope spatial pourrait utiliser une optique de 1,5 mètre de diamètre équipée de plusieurs spectro-photomètres fonctionnant en lumière visible et en infrarouge. En utilisant la technique de spectroscopie de transit, EChO mesurerait les caractéristiques de l'atmosphère d'un échantillon représentatif d'exoplanètes. Il mesurerait en particulier la composition de celles-ci, les profils de température et de pression et l'albédo. L'objectif est d'améliorer notre connaissance sur la manière dont les planètes se forment et évoluent.
- Large Observatory For X-ray Timing (LOFT) pourrait étudier les mouvements de matière à proximité des trous noirs et son état à l'intérieur des étoiles à neutrons en analysant les émissions de rayons X et les fluctuations du spectre électromagnétique. LOFT devrait emporter deux instruments : un détecteur de rayons X doté de la plus grande superficie collectrice jamais réalisée et un instrument d'observation grand angle chargé de surveiller une large fraction de la sphère céleste.
- MarcoPolo-R est un projet recalé lors des pré-sélections de M1 et M2 qui consiste à ramener sur Terre des échantillons d'un astéroïde placé sur une orbite proche de notre planète.
- STE-QUEST (Space-Time Explorer and Quantum Equivalence Principle Space Test) est une expérience de physique fondamentale consistant à mesurer de manière particulièrement précise l’effet de la gravité sur la matière et le temps et de tester le principe d'équivalence au niveau atomique.

En octobre 2011, les deux missions moyennes qui doivent être lancées dans la décennie 2010 sont confirmées : Euclid et Solar Orbiter avec des lancements respectifs en 2019 et en 2017. Le perdant est le projet PLATO qui est donc intégré à la pré-sélection retenue pour la mission M3. En février 2014, l'ESA annonce la sélection de PLATO dont le lancement est planifié en 2024. PLATO est équipé de 34 télescopes qui observent en permanence les étoiles proches d'une partie important de la voute céleste. Les exoplanètes sont détectées en mesurant avec une grande précision les variations de l'intensité lumineuse des étoiles tandis que certaines de leurs caractéristiques sont obtenues par la technique de l'astrosismologie.

### Sélection de la mission M4: ARIEL
L'appel à propositions pour la mission M4 est lancé en aout 2014. Début mai 2015 l'agence spatiale européenne annonce que trois candidats ont été retenus par le comité de sélection pour cette mission qui doit être lancée en 2025. Ce sont. : 
- ARIEL qui doit analyser l'atmosphère autour de 500 planètes tournant autour d'étoiles proches de notre Soleil et déterminer leur composition chimique et les conditions physiques qui y règnent. L'objectif est de mieux comprendre le processus de formation du système solaire.
- THOR doit étudier un problème fondamental de la physique des plasmas en étudiant le processus d'échauffement du plasma puis de dissipation de l'énergie accumulée. À cet effet il doit être placé en orbite autour de la Terre et étudier notamment les interactions entre le vent solaire et le champ magnétique terrestre.
- XIPE est un observatoire spatial qui doit étudier le rayonnement X émis par les supernovae, les jets galactiques, les trous noirs et les étoiles à neutrons pour mieux comprendre le comportement de la matière dans cet environnement extrême.

Le projet ARIEL est sélectionné le 20 mars 2018.

### Sélection de la mission M5: EnVision
À la suite d'un appel à propositions pour la mission M5 qui doit être lancée en 2032, trois projets parmi les 25 proposés sont sélectionnés début mai 2018. La sélection finale comprend, : 
- SPICA est un projet de télescope spatial infrarouge proposé en collaboration avec l'agence spatiale japonaise JAXA. L'observatoire comprend un télescope d'un diamètre de 2,5 mètres fonctionnant en infrarouge moyen et lointain. Les capteurs refroidis à une température de 5 kelvins sans avoir recours à un liquide cryogénique permettent une sensibilité nettement supérieure à son prédécesseur Herschel. Pour les astronomes japonais, SPICA prend la suite du télescope infrarouge Akari.
- EnVision doit étudier la nature et l'état actuel de l'activité géologique de Vénus et ses interactions avec l'atmosphère. L'objectif est de mieux comprendre les raisons des divergences entre l'évolution de la Terre et celle de Vénus. La mission est réalisée avec une participation importante de la NASA.
- THESEUS est une mission d'astronomie des hautes énergies qui doit observer l'ensemble du ciel en effectuant un recensement systématique des sursauts gamma apparus durant le premier milliard d'années de l'univers. L'objectif est de rassembler des informations sur le cycle de vie des premières étoiles. Le recensement des sursauts gamma détectés par Theseus permettra un suivi par d'autres instruments au sol ou dans l'espace observant dans d'autres longueurs d'onde. Theseus doit être également utilisé pour identifier les sources des ondes gravitationnelles observées par d'autres instruments.

Le projet EnVision est finalement sélectionné le 10 juin 2021.

### Sélection de la mission M7
La sélection de la mission M6 est abandonné en 2019 pour des raisons budgétaires. La sélection de la mission moyenne M7 est lancée en décembre 2021. L'agence spatiale européenne reçoit 27 propositions dont 5 sont retenues - CALICO (étude in situ des composés organiques et ammoniaqués sur la planète naine Ceres), HAYDN (mesures astérosismologiques  de larges échantillons d'étoiles pour étalonner certains aspects de l'astrophysique fondamentale, améliorer notre compréhension de la physique des étoiles et de leur structure interne), M-MATISSE, Plasma Observatory et THESEUS -  après une analyse scientifique et technique ainsi qu'une revue par les pairs. De janvier à septembre 2023 ces projets passent par une phase 0 dont l'objectif est de détailler les retours scientifiques attendus et de produire une étude de conception préliminaire de la mission. Le 8 novembre trois missions sont finalement retenues pour la dernière phase de la sélection : ce sont THESEUS  dont l'objectif est de recenser et localiser avec une grande précision les phénomènes célestes transitoires, en particulier les sursauts gamma, durant le premier milliard d'années de l'univers, M-Matisse qui doit étudier l'évolution et l'habitabilité de la planète Mars et Plasma Observatory qui a pour mission d'étudier le plasma présent dans l'espace autour de la Terre. Les trois projets entrent dans la phase A qui comprend une phase d'étude détaillée par deux sociétés aérospatiales. Le processus de sélection doit désigner la mission lauréate mi-2026. L'objectif est de lancer celle-ci au milieu de la décennie 2030.

## Les petites missions S
Un premier appel à propositions a été lancé en mars 2012. 74 lettres d'intentions ont été reçues et 26 projets ont été présélectionnés. La première mission doit être lancée en 2017. 

### La mission S1: CHEOPS
En octobre 2012, la mission CHEOPS, destinée à l'étude d'exoplanètes connues a été sélectionnée. Il s'agit d'un développement conjoint de l'ESA et d'instituts de recherche suisses.

### La mission S2: SMILE
La deuxième mission de cette famille est comme CHEOPS, développée conjointement avec un autre pays, la Chine. La mission SMILE a été sélectionnée en juin 2015 et doit être lancée en 2023. Le satellite est destiné à l'étude des interactions de la magnétosphère terrestre et du vent solaire.

## Les missions rapides de type F

### La mission F1: Comet Interceptor
Le projet de mission Comet Interceptor a été soumis à l'Agence spatiale européenne (ESA) en mars 2019 en réponse à un appel à propositions lancé par l'ESA en juillet 2018 qui avait reçu 23 réponses dont six avait fait l'objet d'une pré sélection. L'objectif de la mission est d'étudier les caractéristiques d'une comète ou d'un objet interstellaire n'ayant jamais approché le Soleil et dont les caractéristiques sont donc similaires à celles de leur origine qui remonte à la formation du système solaire. La mission doit mesurer la composition de la surface, la forme de la comète, sa structure ainsi que la composition de sa chevelure. Le recours à trois engins différents doit permettre d'obtenir plusieurs points de vue des interactions entre le vent solaire et la comète. Un objectif secondaire est l'étude du vent solaire en plusieurs endroits dans les phases antérieures et postérieures au survol de la comète. La proposition a été sélectionnée en juin 2019 et est rentrée à cette date dans une phase d'étude détaillée.  

### La mission F2: ARRAKIHS
Le projet de mission ARRAKIHS  est soumise à l'Agence spatiale européenne (ESA) en mars 2019 en réponse à un appel à propositions lancé par l'ESA en décembre 2021 qui a reçu 19 réponses. ARRAKIHS a pour objectif de mesurer de manière indirecte la présence de la matière noire. La méthode mise en œuvre est la mesure de la concentration de la matière baryonique dans les halos galactiques et les courants de marée entre galaxies. ARRAKIHS est proposée par une équipe scientifique pilotée par l'Espagne (une première pour une mission scientifique de l'ESA). Le responsable du projet est Rafael Guzmán de l'Institut de physique de Cantabrie. La proposition est sélectionnée début novembre 2022 et entre en phase d'étude détaillée. L'observatoire spatial pourrait être construit par Airbus Defence and Space ou OHB,.  

## Le futur programme Voyage 2050
Voyage 2050 est le programme spatial scientifique de l'Agence spatiale européenne (ESA) pour la période 2035-2050 qui doit prendre la suite du programme programme Cosmic Vision. Comme ce programme, il comprendra des missions lourdes et moyennes ainsi que des missions moins coûteuses qui seront sélectionnées par un comité scientifique parmi les propositions de la communauté scientifique. Les thèmes scientifiques traités par les futurs missions ont été déterminés en 2021 (étude des lunes des planètes géantes susceptibles d'héberger la vie, étude des exoplanètes bénéficiant d'un environnement modéré, détection avancée des ondes gravitationnelles) et une première mission lourde pourrait être sélectionnée fin 2023 pour traiter le premier thème,.